# Замок Адзуті
За́мок Адзу́чі (яп. 安土城, あづちじょう) — японський гірський замок в провінції Омі (сучасна префектура Шіґа, місто Омі-Хачіман, квартал Адзучі). Розташовувався на горі Адзучі (198 м), біля східного берега озера Біва. Лежав на перехресті шляхів зі Східної Японії до столиці Кіото. Збудований у 1576—1579 роках як нова резиденція магната Оди Нобунаґи, національного героя Японії. Перший замок в Японії, який мав кам'яну головну башту та високі кам'яні стіни. Інтер'єри замку були прикрашені картинами школи Кано. Вважався одним із чудес Японії XVI століття. На південь від замку простиралося містечко Адзучі, одне з найбільших в країні. Згорів після загибелі Нобунаґи в Кіото. Станом на 2014 рік збереглися лише кам'яний фундамент головної башти, частина стін і ровів.

## Галерея

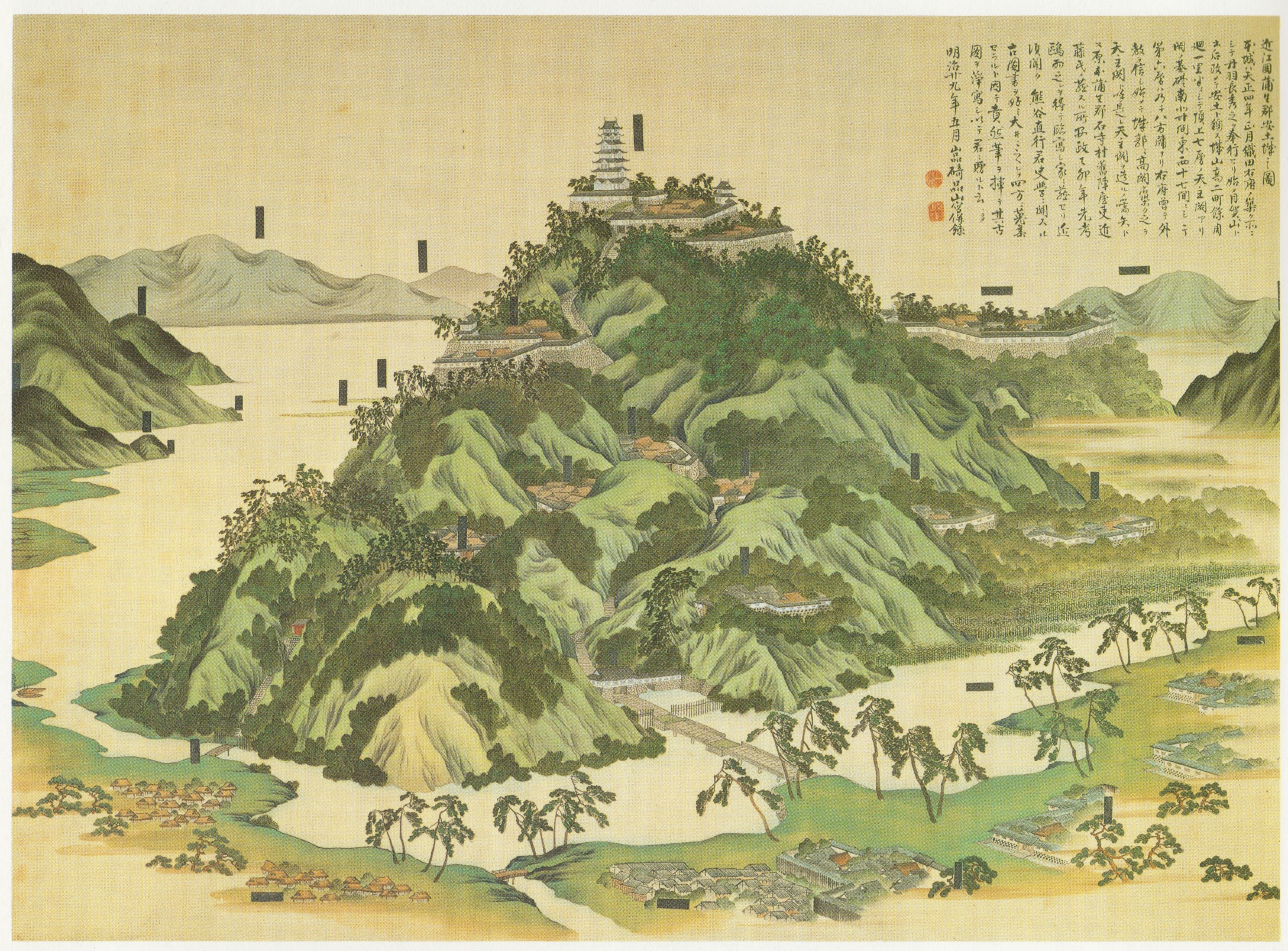
Реконструкція замку Адзуті (кінець 18 століття)
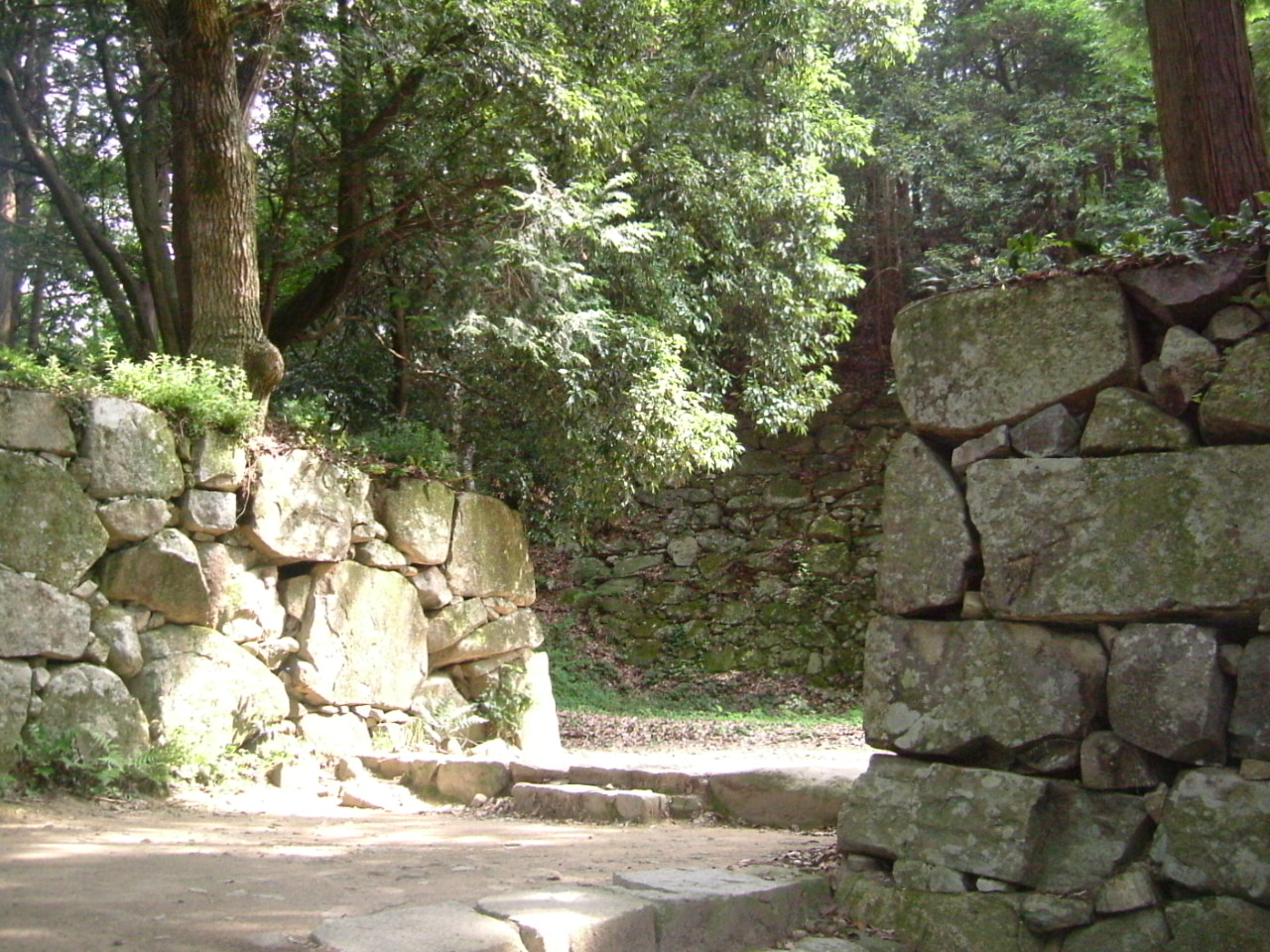
Руїни Сталевих воріт
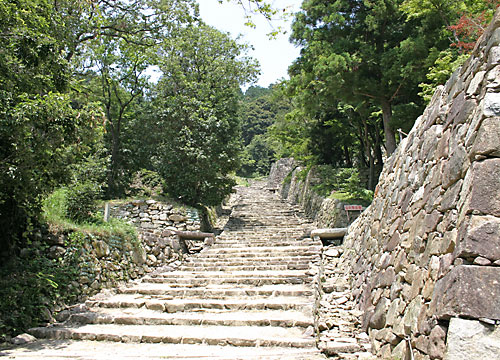
Сходи до головної башти
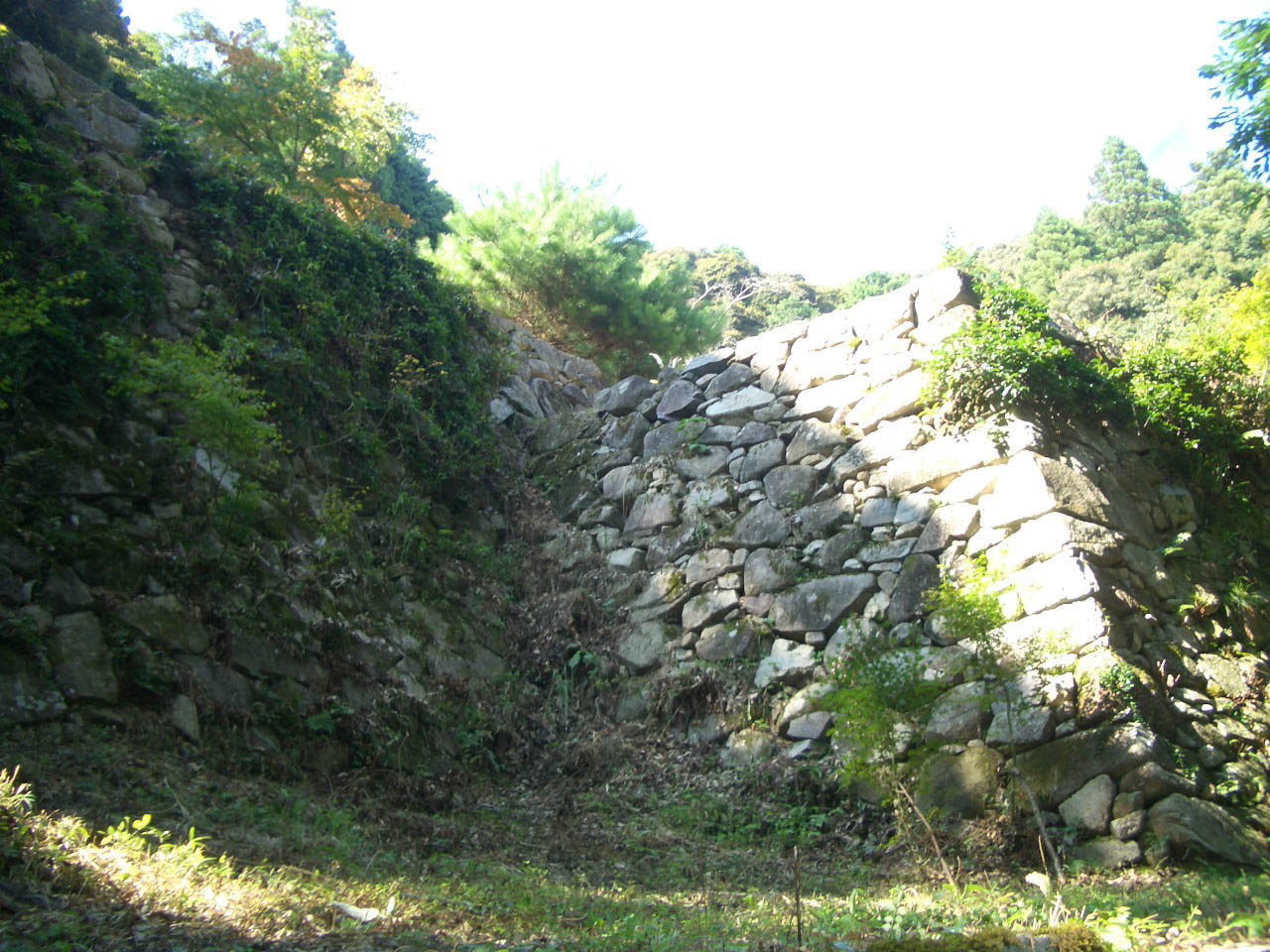
Стіни
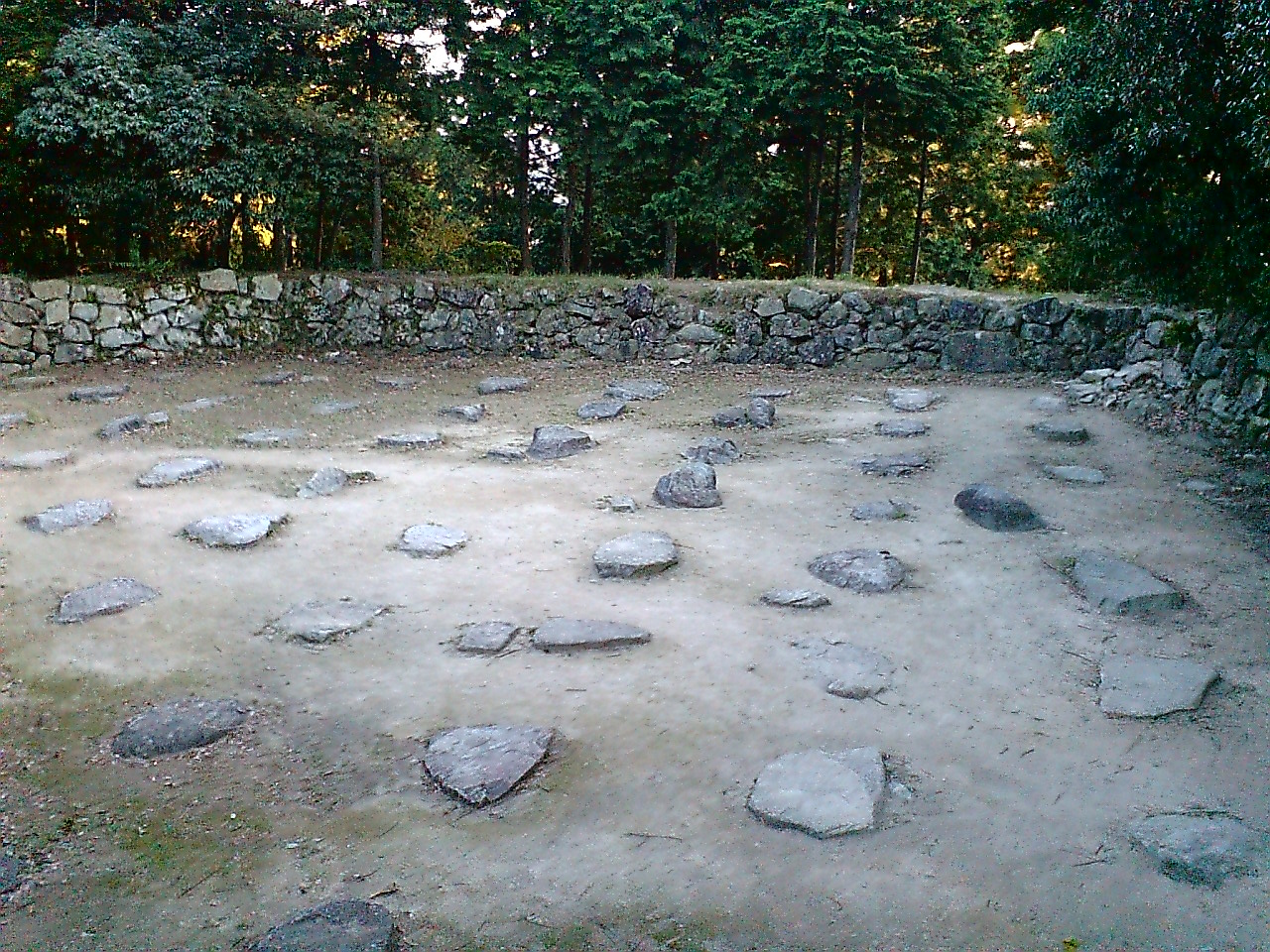
Фундамент головної башти